# The Influence of Sea Power upon History
The Influence of Sea Power upon History (dt.: Der Einfluss der Seemacht auf die Geschichte) ist ein 1890 veröffentlichtes Sachbuch des US-amerikanischen Admirals Alfred Thayer Mahan (1840–1914). In seinem bekanntesten Werk beschrieb Mahan die Bedeutung von Seemacht für den Verlauf der Geschichte, den Entstehungsgang und die kriegerischen Auseinandersetzungen von Nationen. Zu allen Zeiten hatten die Beherrschung des Meers und der überseeische Handel Einfluss auf die politische, militärische und wirtschaftliche Entwicklung der Völker. Mahan unterscheidet zwischen Grundpfeilern und Bedingungen als Grundlage von Seemacht.

## Grundpfeiler der Seemacht
Als Grundpfeiler für den Status Seemacht eines Staates werden Außenhandelswirtschaft, Handels- und Kriegsmarine sowie Kolonien bzw. Stützpunkte beschrieben. Die maritimen Handelsstraßen sind von jeher der preiswerteste und leistungsfähigste Transportweg für Rohstoffe und Produkte. Der Handel über See bildet für diese Nationen den Schwerpunkt der Außenhandelswirtschaft unter Nutzung einer eigenen Handelsmarine. Zum Schutz dieser Handelsschifffahrt sind Seestreitkräfte erforderlich, die für die Durchführung des Handels und ihrer logistischen Unterstützung Kolonien und Stützpunkte benötigen.

## Bedingungen für den Status von Seemacht
Mahans Bedingungen sind weniger durch die Politik geschaffene Voraussetzungen als natürliche Faktoren, die sich aus der Geographie, der physikalischen Beschaffenheit, Ausdehnung des Machtbereiches, Bevölkerungszahl, dem Volkscharakter sowie dem Charakter der Regierungen und nationaler Einrichtungen eines Landes ergeben.
Die Geographie eines Landes als Meeresanrainer, die Küstenlänge, der inselartige oder eher kontinental geprägte Charakter eines Landes prägen die Entwicklung maritimen Denkens und die Nutzung des Handels über See. Konsequenterweise werden die Sicherheitsinteressen eines  Landes auf Grund ihrer geographischen Lage eher maritim oder kontinental ausgerichtet sein. Die physikalische Beschaffenheit eines Landes trägt durch natürliche und strategisch gut gelegene Häfen und schiffbare Ströme zum Wohlstand bei und fördert eine maritim ausgerichtete Wirtschaft.
Gleichermaßen können ein hartes Klima, fehlende natürliche Ressourcen und mangelnde wirtschaftliche Autarkie Antrieb für maritimen Handel und Denken sein. Die Verteidigung dieses Machtbereiches erfordert eine ausreichend große Bevölkerung, einschließlich eines maritim erfahrenen Bevölkerungsanteils als Rekrutierungsreservoir für die Flotte. Die Summe dieser Bedingungen findet seinen Niederschlag im Volkscharakter einer Nation, der den Schwerpunkt seiner wirtschaftlichen Interessen im überseeischen Handel sieht. Er schließt auch Verständnis für die Aufgaben und den Umgang mit der Bevölkerung in den Kolonien und Stützpunkten ein, da wirtschaftliche Ausbeutung allein nicht dauerhaft zum Erfolg von Kolonien/Stützpunkten beiträgt. Die Regierung eines solchen Staates wird sich daher bei der Ausübung der Außen- und Wirtschaftspolitik von einem maritim-politischen Verständnis leiten lassen. Dies bedeutet auch den Erhalt ausreichender Seestreitkräfte, unabhängig von der gegenwärtig gerade herrschenden Bedrohungslage.

## Geschichte
Die grundsätzliche Gültigkeit der hier gemachten Aussagen lässt sich am Beispiel des 2. und 3. holländisch-britischen Seekrieges, des Pfälzischen und österreichischen Erbfolgekrieges, dem Nordamerikanischen Unabhängigkeitskrieg sowie dem Siebenjährigen Krieg, um nur einige zu nennen, nachvollziehen.

## Wirkung
Das heutige seestrategische Begriffssystem mit seiner Definition von Seemacht findet seine Grundlage in den Überlegungen Mahans. Sein Buch hat seit seinem Erscheinen großen Einfluss auf Politiker und Soldaten ausgeübt. Mahan hatte in seiner Zeit ein ganzheitliches System zur Beurteilung der Grundpfeiler und Bedingungen von Seemacht entworfen. In seinen Grundaussagen ist es zeitlos. Dies ist heute an Entwicklungen in China, Indien und Japan nachvollziehbar. In Deutschland wurden Mahans Gedanken in der Zeit des Deutschen Kaiserreiches 1871–1918 und vor allem unter der Flottenpolitik Alfred von Tirpitz beherzigt.